# بيلامي
بيلامي الضبع أحد شخصيات انمي ون بيس، وهو القائد السابق لقراصنة بيلامي، وعضو سابق في قراصنة الشيبوكاي دوفلامنجو 

عندما ظهر أول مرة كانت هناك مكافأة على رأسه قدرها 55000000 بيلي عندما كان في موك تاون، وبعد سنتين ارتفعت المكافأة ليصبح قدرها 195000000 بيلي.

## مظهره
بيلامي هو شخص طويل أسمر البشرة ولديه شعر قصير أشقر الموجي، وقد كان يرتدي سروال أبيض ملفوف عليه وشاح أخضر بدل الحزام، ويرتدي قميصا وردي اللون بدون أكمام مع معطف أزرق يدل على أنه كابتن القراصنة 

لديه مثل الخدش فوق عينه اليمنى ووشم على يده يشبه العين، ولديه أبتسامة خاصة تدل عادة على السخرية من أعدائه 

و بعد سنتين، تغير قليلا حيث أصبح جسده مفتول العضلات، ويرتدي زوجا من النظارات الشمسية السوداء ولديه ندبتان جديدتان على جسده كل واحدة منها على جهة، وقد تدل هذه على هزيمته من مونكي دي لوفي أو عقابه من دوفلامنجو، ولم يعد يرتدي معطف الكابتن أو القميص الذي بدون أكمام، وأصبح يرتدي قميص ذو أكمام قصيرة ازرق اللون، ولديه وشم على ذراعه، وقد ظهر وشم كان يضعه سابقا على صدره يدل على قراصنة دوفلامنجو بعد خلعه القميص الذي بدون اكمام.

## شخصيته
بيلامي هو شخص قاسي وعنيف ومغرور جدا، فهو متكبر جدا وواثق من نفسه كثيرا لدرجة انه يظن نفسه فائزا ضد كل خصم، الأمر الذي أدى إلى هزيمته بسهولة ضد مونكي دي لوفي، حيث كان يعتقد بأن لوفي ضعيف، ولم يعرف انه هزم الشيبوكاي السايق كروكودايل وحصل على مكافأة جديدة قدرها 100000000 بيلي قبل ذهابه إلى جايا، يحب بيلامي ان يكون لديه جمهور لمشاهدة حركاته 

بيلامي عديم الرحمة وغير مسامح وخصوصا عندما هجم على القرصان الملقب بالجلاد روشيو من أجل مسألة سخيفة وقام بسحقه ويحب بيلامي الضحك على الناس، وكان بيلامي يرغب في تحقيق الحقبة الجديدة وهي حقبة العصر الجديد التي تنتهي في الأحلام ويسخر بكل من يريد أن يجد قطعة ون بيس ويصبح ملك القراصنة بدون أن يعلم بأن دوفلامنجو قائده يرغب بأن يصبح ملك القراصنة، وبيلامي معروف بقسوته في العالم الجديد بعد سنتين 

بيلامي متغطرس جدا مما يجعله يسخر من آراء الناس، وهذا جعله لا يصدق بوجود شخص أقوى منه وخاصة عندما كان مع طاقمه في الحانة وعرض عليه أحد طاقمه المكافأة الجديدة التي وضعت على مونكي دي لوفي (100000000 بيلي) ورورونوا زورو (60000000 بيلي), وبيلامي يعتقد أن المكافأة هي التي تحدد قوة الشخص، رغم ان المكافأة التي كانت عليه (55000000 بيلي) تعتبر قليلة بالنسبة للقراصنة الأقوياء الموجدين في جراند لاين، ولكن قراصنته يلقبونه بالمبتدئ الكبير لذلك يعتقد نفسه بأنه يتجه نحوا العظمة والشهرة 

يشتهر بيلامي بأبتسامته وكثرة ضحكه على الآخرين وعلى سمعتهم كالضباع التي تخزن بقايا الطعام، ويقوم عادة هو ونائبه ساركيز بمهاجمة القراصنة الذين هم اضعف منهم ليسرقوا كنوزهم وأموالهم وقتلهم 

و بعد سنتين ظهر بيلامي بشخصية جديدا حيث أنه لم يعد متغرطس ولا عنيف، بالأصبح بارد الاعصاب ولم يعد يسخر من الباقين، وأصبح يحلم بأن يصبح مساعد دوفلامنجو الرئيسي، ولكن مع ذلك قال انه يستمتع في المعركة كما شاهدناه أثنائ عراكه مع تانك ليبانتو ومع عبد الله وجيت، حيث كان لديه بعض الشراسة، وقد أصبح أكثر ملاحظة بالباقين، حيث أنه كان كثير الضحك والسخرية سابقا لذلك لم يعرف لوفي، ووعد بعدم الضحك على لوفي مرة أخرى، وقد ضهر شعوره بالشرف عندما قبل تانك ليبانتو أخذ روشة، وقد اخبر بيلامي لوفي بعد معركتهما عن طريق الهاتف بأن لوفي قد سحق كبريائه، وقد تبين هذا عندما اظهر عدم الرغبة في اطاعة دوفلامنجو عندما امره بقتل لوفي 

بيلامي مخلص جدا لدوفلامنجو وهو كان معجب به منذ أيام صغره، ورفض الاعتراف بأن دوفلامنجو أم ديلنجر بقتل بيلامي في حالة فشله، وحتى بعد أن عرف ان الأمر صحيح، ولكنه رفض خيانة الرجل الذي يحترمه، وبعد قتاله مع دوفلامنجو وتعرضه للضرب بوحشية وقوة شديدة جعلته يكره الحياة وتمنيه الموت من دوفلامنجو، حتى بعد أن قال دوفلامنجو له بأنه أجبره أن يقاتل لوفي، واختياره لمهاجمة لوفي حتى بعد أن خرج من تحكم دوفلامنجو، وأدرك بعدها ان اعجابه بدوفلامنجو لم يكن في محله وأنه أصبح أحمق، وأجبر على وضع الأبتسامة على وجهه، وقال انه سيبقى مخلص لدوفلامنجو عندما هاجم لوفي وقد عرف دوفلامنجو بأنه سيقاتل لوفي حتى الموت.

## علاقاته

### طاقم قراصنته
كان بيلامي قائد قراصنته الخاص وكان يحثهم على العصر الجديد الخالي من الأحلام، حيث انهم لا يمتلكون أحلام كإيجاد كنز الون بيس باليبحثون عن الكنوز من القراصنة الضعفاء وسرقتهم وكان بيلامي يبحث عن قراصنة أقوياء لضمهم إلى طاقمه كما طلب من لوفي، وكان قراصنته معجبون 

و كان ساركيز فخورا بكونه نائبه وواثق من قدراته، حتى بعد هزيمة بيلامي على يد لوفي، ضل يعتقد بأن انتصار لوفي مجرد حظ لا أكثر، ورفض بعناد أن يكون أي شخص اقوى من كابتن طاقمه 

و عندما هزم بيلامي هرب معظم من في طاقمهة ليس لأنهم غضبوا من هزيمة كابتنهم لكنهم كانوا مذعورين من مشاهدة كابتنهم يسقط، ولكن ساركيز بقي معه وقام دوفلامنجو بأجبار بيلامي وساركيز في قتال بعضهما بأن يتحكم بهم وكان بقية الطاقم خائفون من منعهم 

أثناء جزيرة دريسورسا قال بيلامي للوفي بأن طاقمه السابق ذهبوا جميعا برحلة إلى جزيرة السماء.

### دونكويكسوت دوفلامنجو
كما كشف بيلامي في دريسورسا بأنه معجب بدوفلامنجو منذ طفولته 

بيلامي وطاقمه تحالفوا مع دوفلامنجو وأصبحوا تحت أمرة قراصنة دوفلامنجو، ويحمل قراصنة بيلامي شعارين واحد لهم والآخر لدوفلامنجو، وقال ان دوفلامنجو مثله الاعلى، ومع ذلك اتى دوفلامنجو إلى موك تاون بعد هزيمة بيلامي وسخر منه وأجبر ساركيز على ضرب بيلامي مدعيا بأن بيلامي اساء إلى شعاره وأجبر ساركيز على توجيه ضربة قاتلة لبيلامي وقال بأنه لا يحتاج إلى خاسرين مثله 

و بعد سنتين أعطي بيلامي فرصة أخرى من دوفلامنجو ليذهب ويجلب له العمود الذهبي من جزيرة السماء (سكايبيا), وقال انه سيحصل على قرصة ليشارك في بطولة كوريدا كولسيوم والفائز سيصبح أحد قادة قراصنة دوفلامنجو، ولكن لم يكن أعجاب بيلامي في محله، فبعد أن خسر بيلامي في البطولة قام دوفلامنجو بأمر ديلينغر بقتل بيلامي ورميه مثل النفايات، وحزن بيلامي حزنا شديدا بسبب هذه الخيانة، ولكنه ضل يعتقد بأنه حظى على احترام دوفلامنجو.

### قراصنة قبعة القش
عندما وصل لوفي وزورو ونامي إلى المدينة التي كان فيها بيلامي أرادو الحصول على معلومات عن الجزيرة الأسطورية سكايبيا، وأراد بيلامي بأن يتعرف على لوفي ومدى قوته لكي ينضم لطقامه، ولكن بعد أن قالت نامي بأنها تريد معلومات عن جزيرة السماء رفض بيلامي ضمه للطاقم وضحك بشدة على نامي وقام هو وطاقمه بضرب لوفي وزورو ولكن زورو ولوفي قرروا عدم القتال وتعرضوا للأحراج 

سمع بيلامي بعدها بأن مون بلان العجوز قد حصل على بعض الذهب، وقرر أن يسرقها منه، وذهب هو وطاقمه وقاموا بضرب مون بلان والقردان القراصنة ماشيرا وشوجو وسرقوا الذهب، ومن ثم عاد لوفي وقال مون بلان من فعل ذلك وذهب لوفي إلى بيلامي لي يسرتد ذهب مون بلان، وتواجه الاثنان امام الجماهير في موك تاون وتمكن لوفي من سحقه بضربة واحدة حطمت أسنانه، وهرب جميع القراصنة تاركين ساركز وبيلامي الساقط أرضا، وهذه الهزيمة ادت إلى معاقبة دوفلامنجو لبيلامي عقابا شديدا.

### ديلينغر
قد كان بيلامي يكره دلينغر ويكره تواجده أثناء تواجده عميلة اغتيال لوفي، وقد عرف بيلامي بعدها بان دلينغر كان يريد قتل بيلامي بأمر من دوفلامنجو.

## قدراته
قبل عامين، كان بيلامي متوسط القوة مع فاكهته باني باني نومي فاكهة النابض وكان يعتمد عليها أثناء كل معاركه عندما هزم شوجو الذي مكافأته تبلغ 36000000 بيلي وماشيرا الذي تبلغ مكافأته 23000000 بيلي، وعندما هزم روشيو الجلاد الذي تبلغ مكافأته 42000000 بيلي، ولكن كان يمتلك قدراة كافية لجعل مكافأته قدرها 55000000 بيلي 

قبل ان يتفرغ إلى قراصنة دوفلامنجو، لم يكن بيلامي ذكيا، وكان يعتمد على توجيهات دوفلامنجو، وقال انه يستخدم التكتيكات الخاصة لأئخافة المدنين والناس، وقد كان بيلامي يعتقد أنه قوي جدا وواثق من نفسه بأنه لا يهزم ولايخاف من أحد. 

و بعد خسارته من لوفي، أصبح أكثر تحسنا خصوصا أنه تحمل في جزيرة السماء وعاد ومعه العمود الذهبي، وكان قادرا على التحمل في العالم الجديد لذلك أرتفعت مكافأته إلى 195000000 بيلي، أكثر من ثلاثة اضعاف المكافأة السابقة بفضل قدراته الجديدة، وقام دوفلامنجو بأعطاه فرصة ثانية، وأصبح بيلامي أكثر إدراكا من قبل 

على الرغم من اعتماده الكامل على فاكهته الا انه يمتلك قدرة جسدية كالتمكن من رمي شخص من النافذة كما فعل بروشو الجلاد.

### فاكهة الشيطان
يمتلك بيلامي فاكهة من نوع باني باني نومي، وهي فاكهة النابض تمكن الشخص بأن يتحول جسده إلى نابض والتحرك بسرعة شديدة بحيث لا يمكن للخصم تحديد موقعه، وتمكنه من القفز العالي 

قبل سنتين كان بيلامي يعتمد على فاكهته أعتمادا تاما، وكان أسلوبه الأساسي في الهجوم هو تحويل قدميه إلى نابض (سبرينغ) والانقضاض على الخصم بسرعة شديدة، ولكن بعد عامين تمكن من تحسين قدراته وتنوع هجماته مثل جعل اصابعه إلى نابض وإطلاقها كما لو كانت مسدس .

## تاريخه

### الماضي
ولد بيلامي وجميع طاقمه في الأزرق الشمالي وتحديدا في بلدة إشعار، وسمعوا منذ طفولتهم بقصة نولاند الكاذب وسمعوا من الكبار بأن نولاند قد كان كاذب بشأن وجود مدينة الذهب ووجود محاربوا الشاندورين وبعدها في شبابه انطلق بيلامي مع طاقمه إلى البحر وأعجب بقراصنة الشيبوكاي دوفلامنجو وقرروا التحالف معهم وقال دوفلامنجو بأنه لا يوجد تسامح مع من يخسر وأقسم بيلامي بأنه لن يخسر لأي شخص 

و بعدها تم وضع مكافأة على رأس بيلامي قدرها 55000000 بيلي، وبدأ بالبحث عن قراصنة لنضموا إلى طاقمه، وأستقروا في فندق الأستوائي.

### أثناء جايا
و في جزيرة جايا، حدث صراع بين بيلامي والقرصان الجلاد روشيو، وذلك الصراع بسبب فوز روشيو على بيلامي في لعبة القمار، وقام بيلامي بأتهما روشيو زورا بأنه قد غش ولكنه لم يفعل، وقام بسأل ساركز ان كان غش ام لا وقال ساركيز بأنه قد غش، ولكن روشيو تشاجر معه وقام بيلامي بضرب روشيو في زجاجة من الشراب وطعنه في السكين (مشهد محذوف) ورميه من النافذة والقضاء عليه 

و في وقت لاحق بنفس اليوم ابلغ ساركيز عن وصول قراصنة قبعة القش إلى الجزيرة واخبره عن مكافأة لوفي وهي 30000000 بيلي، وبعد ذلك دخل بيلامي الحانة التي كان فيها لوفي وزورو ونامي وقام بأختبار لوفي لينضم لطاقمه، وقام بيلامي بأعطاء لوفي مشروب لكنه ضربه بعدها وكسر الزجاج عليه وقام زورو بوضع السيف على عنق بيلامي ولكن نامي منعته من القتال فقام بيلامي وطاقمه بضرب زورو ولوفي ضربا مبرحا بدون مقاتلة الاخيرين لهم، وبعدها وصل بيلامي وطاقمه إلى مون بلان الذي كان يمتلك من الذهب ما يكفي وحدث قتال بين طاقمه ومون بلان والقردان شوجو وأخوه ماشرا وتمكنوا من هزيمة طاقمه لكنه تدخل وقام بمهاجمة شوجو وماشيرا مع مون بلان وضربهم وسرق الذهب، وبعدها أكتشف أحد طاقم بيلامي عن المكافأة الجديدة على لوفي (100000000 بيلي) وزورو (60000000 بيلي) وذهب راكضا إلى الحانة التي كان يحتفل بها بيلامي وطاقمه بفوزهم على مون بلان، ودخل عليهم ليريهم الملصقات وطلب من بيلامي الهرب بسرعة، ولكن بيلامي قال بأنها مجرد خدعة وقال بأن لوفي هو من قام بصنع هذه الملصقات لكي يخدع الناس، ولكن عاد لوفي مرة أخرى وتواجه مع بيلامي وتمكن من سحقه بلكمة واحدة و أخذ الذهب.

## معاركه
- بيلامي ضد روشو
- بيلامي و طاقمه ضد زورو و لوفي
- بيلامي و طاقمه ضد مون بلان و شوجو و ماشريا
- بيلامي ضد مونكي دي لوفي
- بيلامي ضد ساركيز

## الأختلافات بالأنمي و المانغا
أثناء مشهد عراك بين روشيو و بيلامي حدث اختلاف بين المانغا و الانمي، حيث أن بيلامي قام بطعن روشيو بيده في المانغا و لكن تم حذف هذا المقطع في الانمي لشدة عنفه.